# Locrine: A Tragedy

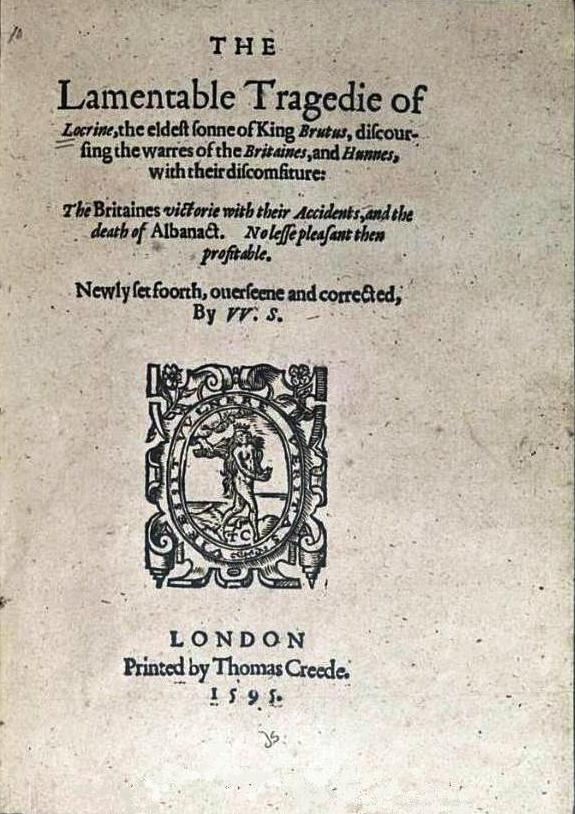
Strona tytułowa elżbietańskiej tragedii Locrine, która stała się inspiracja dla dramatu Swinburne’a

Locrine: A Tragedy – dramat angielskiego poety Algernona Charlesa Swinburne’a, opublikowany w 1887 w Nowym Jorku nakładem oficyny Johna B. Aldena. Utwór jest oparty na elżbietańskiej tragedii pod tym samym tytułem, wystawionej w 1595. Bohaterem jest jeden z mitycznych założycieli królestwa Brytanii, Trojanin z pochodzenia. Utwór został poprzedzony ujętą w ośmiowersowe strofy (rymowane ababbccc) dedykacją dla Alice Swinburne. Jest napisany wierszem białym.

Then thou sawest our Britain's heart and head
Death-stricken. Seemed not there my sire to thee
More great than thine, or all men living? We
Stand shadows of the fathers we survive:
Earth bears no more nor sees such births alive.